# Торгово-промислова палата
Торгово-промислова палата (також Господарча палата) — є формою бізнесової мережі (об'єднання підприємств), спрямованої на представлення, захист та лобіювання інтересів учасників. Формуються за галузевим, територіальним або загальнонаціональним принципом.
В Україні галузеві торгово-промислові палати заборонені законом.[джерело?] Натомість існує єдина Торгово-промислова палата України, якій підпорядковані територіальні (в областях та АРК) торгово-промислові палати.[джерело?]